# سیاهرگ صافن کوچک
ورید صافن کوچک (Small saphenous vein) یکی از دو ورید درشت سطحی ساق پا که از پشت قوزک خارجی پا به طرف سطحی خلفی خارجی ساق پا می‌آید و در ناحیهٔ زانو به سیاهرگ پشت‌زانویی (پوپلیته آل) در سطح خلفی زانو می‌ریزد.

## نگارخانه

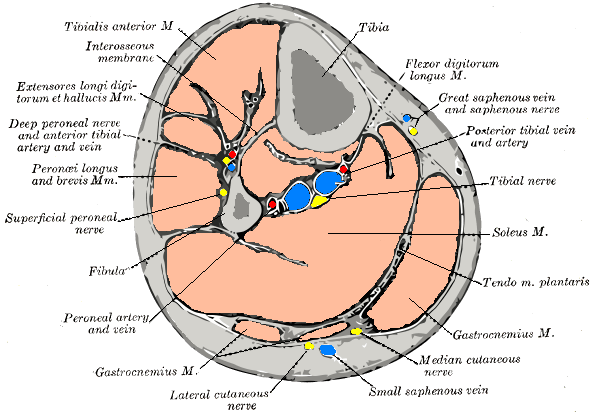
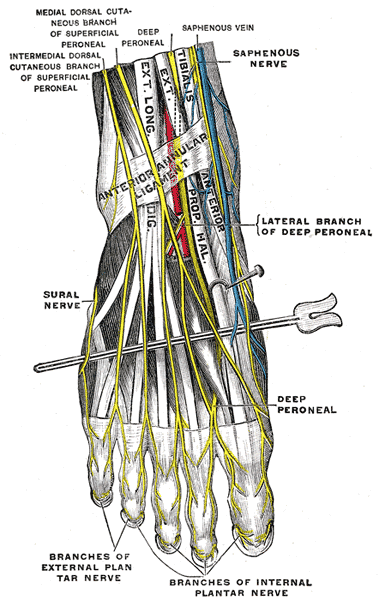